# Acontiophorum mortenseni
Acontiophorum mortenseni är en havsanemonart som beskrevs av Oscar Henrik Carlgren 1938. Acontiophorum mortenseni ingår i släktet Acontiophorum och familjen Acontiophoridae. Inga underarter finns listade i Catalogue of Life.